# Ett småkryps liv
Ett småkryps liv (engelska: A Bug's Life) är en amerikansk animerad film från 1998, regisserad av John Lasseter och Andrew Stanton.

## Om filmen
Ett småkryps liv är regisserad av John Lasseter och Andrew Stanton, och filmen är gjord av Pixar som tidigare gjort bland annat filmen Toy Story och senare gjorde filmerna Hitta Nemo och Superhjältarna.
Från början ville John Lasseter anställa Robert De Niro som rösten till Hopper, filmens huvudskurk, men efter att De Niro flera gånger tackade nej till rollen frågade Lasseter Kevin Spacey istället då båda träffades under Oscarsgalan 1996. Kevin kände sig själv mycket ärad och tackade genast ja till erbjudandet.

## Handling
Varje vår måste myrkolonin, som leds av den vackra prinsessan Atta (Julia Louis-Dreyfus), offra mat till de årligen återkommande gräshopporna, som leds av den onde Hopper (Kevin Spacey), för att inte råka illa ut, men ett år råkar den godhjärtade myran Flip (Dave Foley) förstöra den förberedda offringen.
När gräshopporna kommer, ger Hopper myrorna en andra chans att samla mat till hösten, och Flip ger sig av för att få ihop ett gäng modiga insekter som är villiga att strida mot gräshopporna, men han kommer tillbaka med ett gäng insekter som är cirkus-artister.

## Röster (originalversion)
- Dave Foley – Flip (Flik)
- Kevin Spacey – Hopper
- Julia Louis-Dreyfus – Prinsessan Atta (Princess Atta)
- Hayden Panettiere – Dot
- Phyllis Diller – Drottningen (The Queen)
- Richard Kind – Smolk (Molt)
- David Hyde Pierce – Slim
- Joe Ranft – Heimlich
- Denis Leary – Francis
- Jonathan Harris – Manny
- Madeline Kahn – Gypsy
- Bonnie Hunt – Rosie
- Michael McShane – Rock & Rull (Tuck & Roll)
- John Ratzenberger – Loppan (P.T. Flea)
- Brad Garrett – Dim
- Roddy McDowall – Magister Mull (Mister Soil)
- Edie McClurg – Dr. Flora
- Alex Rocco – Törnis (Thorny)
- David Ossman – Cornelius

## Svenska röster
- Björn Kjellman – Flip
- Samuel Fröler – Hopper
- Lizette Pålsson – Prinsessan Atta
- Linnea Berglund – Dot
- Gunilla Åkesson – Drottningen
- Ulf Brunnberg – Smolk
- Roger Storm – Slim
- Ulf Peder Johansson – Heimlich
- Kaj Stenberg – Francis
- Stig Grybe – Manny
- Monica Forsberg – Gypsy
- Gunilla Orvelius – Rosie
- Anders Öjebo – Rock & Rull
- Peter Harryson – Loppan
- Anders Öjebo – Dim
- Gunnar Uddén – Magister Mull
- Monica Forsberg – Doktor Flora
- Roger Storm – Törnis
- Hasse Andersson – Cornelius

## Musik i filmen
- Gör Nått Bra av Ditt Liv (Mikael Roupé)

### Fotnoter
1. ↑  Anthony D'Alessandro (Oktober 27, 2003). ”Cartoon Coffers – Top-Grossing Disney Animated Features at the Worldwide B.O.”. Variety:  s. 6. Arkiverad från originalet den 4 november 2020. https://web.archive.org/web/20201104215642/https://www.thefreelibrary.com/Tooned+in%3a+Disney%27s+ani+classics+set+the+bar+and+lit+the+way+for...-a0110473946. Läst Januari 6, 2025.
2. ↑  ”Ett småkryps liv”. Disneyania. 19 mars 1998. http://www.d-zine.se/filmer/ettsmaakrypsliv.htm. Läst 20 augusti 2016.
3. ↑  https://www.youtube.com/watch?v=9rawigcr3sg